# IK Sleipner
Maillots
Dernière mise à jour : 13 avril 2024.
Le IK Sleipner est un club suédois de football basé à Norrköping en Suède.

## Historique
- 1903 : fondation du club

## Palmarès
- Championnat de Suède
  - Vainqueur : 1938

- Coupe de Suède
  - Finaliste : 1941

## Joueurs emblématiques
- Harry Andersson
- Curt Hjelm
- Tore Keller
- Nils Liedholm
- Arne Linderholm
- Gustav Wetterström